# Hella Pöch
Hella Pöch (* 24. Mai 1893 in Wildalpen als Helena Louisa Amalia Viktoria Schürer von Waldheim; † 1. November 1976 in Wien-Währing) war eine österreichische Anthropologin, die sich stark für die NS-Rassenlehre engagierte.

## Leben
Hella Plöch wurde am 24. Mai 1893 als Tochter des katholischen Arztes Friedrich Schürer von Waldheim und dessen evangelischer Ehefrau Caroline (geborene Marx) in Wildalpen geboren und am 15. Juni 1893 auf den Namen Helena Louisa Amalia Viktoria getauft. Drei Jahre später kam ihr Bruder Friedrich ebenfalls in Wildalpen zur Welt.
Die begabte Tochter des Arztes Friedrich Schürer von Waldheim publizierte schon als Schülerin und studierte ab 1915 an der Universität Wien Anthropologie, Ethnographie und Prähistorie bis zur Promotion 1919. Darauf wirkte sie als Assistentin am Institut für Ethnographie und Anthropologie unter Rudolf Pöch, der sie zuvor geheiratet hatte, aber 1921 unerwartet starb. Gemeinsam mit Josef Weninger führte sie ehrenamtlich den Lehrbetrieb bis 1924 weiter. 1923 bis 1945 war sie wie ihr Vater für die Anthropologische Gesellschaft in Wien Ausschussrätin.
Ihre Dissertation beruhte auf ihren Erhebungen im Kriegsgefangenenlager Grödig, die die Studentin 1917 an 700 ukrainischen, wolhynischen Frauen und Kindern vornahm. Dabei forschte sie nach der Erblichkeit bestimmter Gesichtsmerkmale. In der Folge brachte sie die „Weichteile des Gesichts“ sowie die Papillarlinien der Hand in ein rassenkundliches Schema. 1924 schied sie aus dem Institut aus, das Otto Reche übernommen hatte. Sie heiratete ein zweites Mal den Arzt im Gesundheitsamt und Neffen ihres ersten Ehemanns Georg Pöch aus Salzburg. Dort organisierte sie 1926 eine gemeinsame Tagung der Anthropologischen Gesellschaft in Wien und der Deutschen Gesellschaft für physische Anthropologie. Mehr und mehr folgte sie der rassistischen Vererbungslehre und bezeichnete Wolhynierinnen als asiatische, „minderwertige Rasse“. 1929 vermaß sie in Pongau hunderte Einwohner, um den „nordischen“ Charakter ihrer „Rasse“ nachzuweisen. Ihrem Mann folgte sie in den 1930er Jahren in das Burgenland, wo sie „Rassenkunde der Juden“ betrieb. Zum 19. Oktober 1932 trat sie der NSDAP bei (Mitgliedsnummer 1.303.021). Von 1934 bis zum Anschluss Österreichs 1938 reiste sie öfters nach Deutschland, um die Kontakte zum Rassenpolitischen Amt der NSDAP zu pflegen.
1938 wurde sie zur „Rassengutachterin“ ernannt, die sehr restriktiv urteilte. Sie arbeitete mit Kurt Mayer eng zusammen. Im Januar 1940 sammelten Pöch (Wien) und Sophie Ehrhardt (Tübingen) die Handabdrücke von Juden im Auftrag des Reichsgesundheitsamtes in Lodz. In Tübingen analysierte sie Material für Hans Fleischhacker. Ebenso 1940 schlug sie gemeinsam mit ihrem Mann eine Untersuchung an sephardischen Juden im niederländischen KZ Ommen vor, die zwar 1941 genehmigt wurde, aber wegen des Abtransports nicht mehr durchgeführt werden konnte.
Das Ehepaar Pöch setzte sich 1946 aus Salzburg ab und gelangte 1954 nach Sumbawa Besar in Indonesien, wo sie ihre Forschungen fortsetzte. Zwischen 1964 und 1970 kehrte sie nach Wien zurück, wo sie am 1. November 1976 in Währing verstarb und im Ehrengrab ihres ersten Ehemanns Rudolf Pöch am Wiener Zentralfriedhof beigesetzt wurde.

## Schriften (Auswahl)
- Anthropologische und vererbungswissenschaftliche Untersuchungen an wolhynischen Flüchtlingsfamilien. Dissertation. Wien 1919.
- Beitrag zur Kenntnis von den fossilen menschlichen Funden von Lagoa Santa (Brasilien) und Fontezuelas (Argentinien). Wien 1938.
- Über die äthiopide und die gondide Rasse und ihre Verbreitung. 1957.

## Einzelbelege
1. 1 2  Taufbuch Wildalpen, tom. VI, fol. 27 (Faksimile), abgerufen am 24. Oktober 2024
2. ↑  Taufbuch Wildalpen, tom. VI, fol. 41 (Faksimile), abgerufen am 24. Oktober 2024
3. ↑  Bundesarchiv R 9361-IX KARTEI/32731416
4. ↑  Heidrun Kaupen-Haas, Christian Saller (Hg.): Wissenschaftlicher Rassismus - Analysen einer Kontinuität in den Human- und Naturwissenschaften. Frankfurt 1999. S. 60
5. ↑  In Fleischhackers Händen. In: TAZ. 13. Mai 2015.

| Personendaten    | Personendaten                                                                         |
| ---------------- | ------------------------------------------------------------------------------------- |
| NAME             | Pöch, Hella                                                                           |
| ALTERNATIVNAMEN  | Schürer von Waldheim, Helena Louisa Amalia Viktoria (vollständiger Name, Geburtsname) |
| KURZBESCHREIBUNG | österreichische Anthropologin und nationalsozialistische Rassenforscherin             |
| GEBURTSDATUM     | 24. Mai 1893                                                                          |
| GEBURTSORT       | Wildalpen, Österreich-Ungarn                                                          |
| STERBEDATUM      | 1. November 1976                                                                      |
| STERBEORT        | Wien, Österreich                                                                      |